# Pchu-er
Pchu-er (čínsky pchin-jinem Pǔ'ěr, znaky 普洱市) je městská prefektura v Čínské lidové republice, kde patří k provincii Jün-nan. Jméno Pchu-er nesla od roku 1729, ale po komunistické revoluci bylo v roce 1950 změněno na S’-mao (čínsky pchin-jinem Sīmaó, znaky 思茅). V roce 2007 bylo jméno města změněno opět na Pchu-er, takže se nyní jmenuje stejně jako v oblasti vyráběný čaj Pchu-er.

## Správní členění
Městská prefektura Pchu-er se člení na deset celků okresní úrovně, a sice jeden městský obvod a devět autonomních okresů.
| S’-mao autonomní okres · Ning-er autonomní okres · Čen-jüan autonomní okres · Ťing-tung autonomní okres · Ťing-ku autonomní okres · Mo-ťiang autonomní okres · Si-meng autonomní okres · Meng-lien autonomní okres · Lan-cchang autonomní okres · Ťiang-čcheng |                            |                       |             |                                         |
| Název | Název                      | Počet obyvatel (2020) | Rozloha km² | Hustota zalidnění (obyv. na km²) (2020) |
| český přepis | znaky                      | Počet obyvatel (2020) | Rozloha km² | Hustota zalidnění (obyv. na km²) (2020) |
| Městský obvod |                            |                       |             |                                         |
| S’-mao | 思茅区                     | 416 188               | 3 864       | 108                                     |
| Autonomní okresy |                            |                       |             |                                         |
| Čen-jüan (iský, chanijský a lachuský) | 镇沅彝族哈尼族拉祜族自治县 | 179 503               | 4 137       | 43                                      |
| Lan-cchang (lachuský) | 澜沧拉祜族自治县           | 441 455               | 8 734       | 51                                      |
| Meng-lien (tajský, lachuský a waský) | 孟连傣族拉祜族佤族自治县   | 144 693               | 1 896       | 76                                      |
| Mo-ťiang (chanijský) | 墨江哈尼族自治县           | 281 554               | 5 263       | 54                                      |
| Ning-er (chanijský a iský) | 宁洱哈尼族彝族自治县       | 162 711               | 3 673       | 44                                      |
| Si-meng (waský) | 西盟佤族自治县             | 87 291                | 1 262       | 69                                      |
| Ťiang-čcheng (chanijský a iský) | 江城哈尼族彝族自治县       | 111 033               | 3 447       | 32                                      |
| Ťing-ku (tajský a iský) | 景谷傣族彝族自治县         | 277 417               | 7 525       | 37                                      |
| Ťing-tung (iský) | 景东彝族自治县             | 303 109               | 4 446       | 68                                      |
| |                            |                       |             |                                         |
| Celkem | Celkem                     | 2 404 954             | 44 247      | 54                                      |

## Partnerská města
- Libourne, Francie
- Phitsanulok, Thajsko
- Phongsali, Laos